# سانترامپور
سانترامپور (به انگلیسی: Santrampur) یک شهرک در هند است که در گجرات واقع شده‌است. سانترامپور ۱۶٫۰۰ کیلومتر مربع مساحت و ۲۱٬۷۷۲ نفر جمعیت دارد و ۱۴۰ متر بالاتر از سطح دریا واقع شده‌است.